# Graf kubiczny

Graf Petersena jest grafem kubicznym

Graf kubiczny (ang. cubic graph, trivalent graph) – graf regularny stopnia 3 (graf 3-regularny).